# Copparo
Copparo là một đô thị thuộc tỉnh Ferrara trong vùng Émilie-Romagne nước Ý. Đô thị này có diện tích 157 km², dân số thời điểm 31 tháng 12 năm 2004 là 17.859 người.
Đô thị này có làng trực thuộc: Ambrogio, Brazzolo, Coccanile e Cesta, Fossalta, Gradizza, Sabbioncello San Pietro, Sabbioncello San Vittore, Saletta e Cà Matte, Sant'Apollinare, Tamara, Ponte San Pietro.
Đô thị này có làng giáp các đô thị sau: Berra, Ferrara di Monte Baldo, Formignana, Jolanda di Savoia, Ro.